# Alessandro Pavolini
Alessandro Pavolini (Firenze, 27 settembre 1903 – Dongo, 28 aprile 1945) è stato un politico e giornalista italiano, Ministro della cultura popolare del Regno d'Italia e segretario del Partito Fascista Repubblicano.
Nel 1922 partecipò alla Marcia su Roma, e nel 1929 divenne federale di Firenze. Dopo l'arresto di Mussolini (25 luglio 1943) fuggì nella Germania nazista e di lì si attivò per la ricostituzione del fascismo in Italia. Fondatore delle Brigate nere (milizia volontaria della Repubblica Sociale Italiana attiva dal luglio del 1944), fu catturato e giustiziato dai partigiani a Dongo. 

## Ambito familiare e formazione

La prima copia del Buzzegolo

Il padre era il livornese Paolo Emilio Pavolini, poeta e filologo, nonché docente ordinario di sanscrito e di civiltà dell'India antica presso l'Istituto di Studi Superiori di Firenze. La madre era Margherita Cantagalli, di una famiglia dell'alta borghesia fiorentina. Alessandro nacque nell'aristocratica e antica residenza fiorentina occupata dalla famiglia in via San Gallo 57.
Dal 1916 al 1920 frequentò il ginnasio e il liceo classico presso l'istituto Michelangiolo di Firenze. Si iscrisse quindi alla facoltà di legge dell'Università di Roma e all'Istituto superiore di studi Cesare Alfieri dell'Università di Firenze, dove studiò scienze sociali. Al contempo, incominciava le prime esperienze letterarie e alternava l'impegno culturale a quello politico.

## Gli anni dello squadrismo

"La Disperata", la squadra d'azione fiorentina da cui Galeazzo Ciano riprenderà il nome della sua squadriglia aerea

Il 1º ottobre 1920 aderì ai Fasci Italiani di Combattimento di Firenze e partecipò a varie azioni violente nelle squadre d'azione del conte Dino Perrone Compagni, rimanendo allo stesso tempo amico di Carlo e Nello Rosselli.
Il 28 ottobre 1922, in occasione della Marcia su Roma, trovandosi nella capitale per sostenere alcuni esami universitari, si unì al gruppo di fascisti proveniente da Firenze.
Tra il 1922 e il 1923 fece parte del Fascio dissidente di Firenze, più radicale e intransigente, e per un periodo attivo con un rapporto di collaborazione e competizione con il Fascio ufficiale, assieme a Raffaele Manganiello e alla cosiddetta "Banda dello Sgombero", della quale fece simbolicamente parte anche il padre. Rientrerà, con tutti i dissidenti, nel Fascio ufficiale durante il 1923.
Tra il 1923 e il 1924 svolse il servizio militare come sottotenente dei Bersaglieri, ottenendo il grado di centurione della MVSN al suo congedo.
Nel 1924, nel contesto della crisi seguita all'assassinio di Giacomo Matteotti, perorò la causa della "seconda ondata" fascista, che avrebbe dovuto instaurare una dittatura, spazzando via ogni residua opposizione politica e realizzando la fascistizzazione dello Stato. Partecipò quindi alla contestazione del docente antifascista Gaetano Salvemini all'Università degli Studi di Firenze.

## L'attività politica, culturale e giornalistica
Successivamente ricoprì vari incarichi negli istituti di cultura e nei movimenti giovanili fascisti: nel 1925 fu addetto stampa della Legione Ferrucci. Successivamente collaborò a Battaglie fasciste, Rivoluzione fascista, Critica fascista, Solaria (1926-1932) e saltuariamente a riviste letterarie. Pubblicò il romanzo Giro d'Italia. Romanzo sportivo e compose poesie a tema crepuscolare.
Nel maggio del 1927, grazie all'interessamento di Augusto Turati, allora segretario del partito, e del marchese Luigi Ridolfi, fu nominato vicefederale di Firenze (cioè vicesegretario della federazione provinciale). Si sposò nel 1929 e la coppia ebbe tre figli, Ferruccio (1930), Maria Vittoria (1931) e Vanni (1938).
Il 17 settembre 1929, in seguito al rapporto del prefetto di Firenze al Ministero dell'Interno, vennero segnalati i suoi precedenti di "attivo squadrista" e di partecipante alla Marcia su Roma, permettendogli quindi di ottenere il Brevetto della Marcia su Roma, requisito che tra l'altro concedeva una serie di preferenze e benefici durante il regime.
Sempre nel 1929 successe, appena ventiseienne, al marchese Ridolfi alla carica di segretario della federazione provinciale del PNF di Firenze. In questo ruolo, riuscì a rafforzare la presenza fascista nell'area, portando gli iscritti dai circa 30.000 che erano nel 1929 ai quasi 45.000 della fine del 1933: aprì case del fascio nelle campagne e appoggiò raggruppamenti nei rioni urbani, incoraggiando la realizzazione di attività di propaganda ricreative soprattutto di carattere sportivo e turistico. Informò lo sviluppo di Firenze di modi peculiari al capoluogo, promuovendo la riscoperta del calcio storico, con una partita annuale in costume, e l'artigianato locale (con una fiera nazionale). Favorì inoltre la realizzazione dell'autostrada Firenze-Mare e della centrale Stazione di Santa Maria Novella, e istituì il Maggio Musicale Fiorentino. Diventato gerarca, fu in questo periodo che cominciò ad alimentare il "mito della giovinezza", tra i motivi fondanti del regime, esaltando e puntando principalmente l'attenzione sugli anni dello squadrismo:
(Alessandro Pavolini, dalla prefazione a Bruno Frullini, Squadrismo fiorentino, Vallecchi, Firenze, 1935)
Nel 1929 inoltre fondò la rivista Il Bargello, organo della federazione fiorentina e rivista letteraria tra le più interessanti del Ventennio: riuscì a convogliarvi alcune future grandi firme della letteratura e del giornalismo italiano, come Elio Vittorini, Vasco Pratolini, Romano Bilenchi, Ardengo Soffici, Indro Montanelli. Quest'ultimo scrisse di Pavolini:
Eletto deputato nel 1934, lasciò la direzione del Fascio fiorentino e si spostò a Roma. Insieme con Giuseppe Bottai, contribuì all'ideazione e all'organizzazione dei Littoriali della cultura e dell'arte. Dal 1934 al 1942 fu stabilmente al Corriere della Sera come inviato speciale. Durante questa esperienza, in un articolo si scagliò contro la stampa estera, affermando che gli stranieri fossero "lividi d'ira e d'invidia perché hanno la precisa coscienza del livello morale che passa tra i nostri giornali, araldi di un'idea, e quelli delle 'grandi democrazie', asserviti alla massoneria e all'affarismo".
Fu nell'ambiente romano che nacque l'amicizia con Galeazzo Ciano, genero del Duce e dal 1935 ministro per la Stampa e la Propaganda.
Già nel settembre 1935 Pavolini si trovava ad Asmara come corrispondente di guerra in vista dell'imminente conflitto etiopico. Quando il conflitto scoppiò, molti gerarchi partirono volontari. Ciano e Pavolini vennero assegnati alla stessa squadriglia aerea da bombardamento, la 15ª, detta la Disperata. Pavolini aveva l'incarico di ufficiale osservatore e di reporter.

## La guerra d'Etiopia

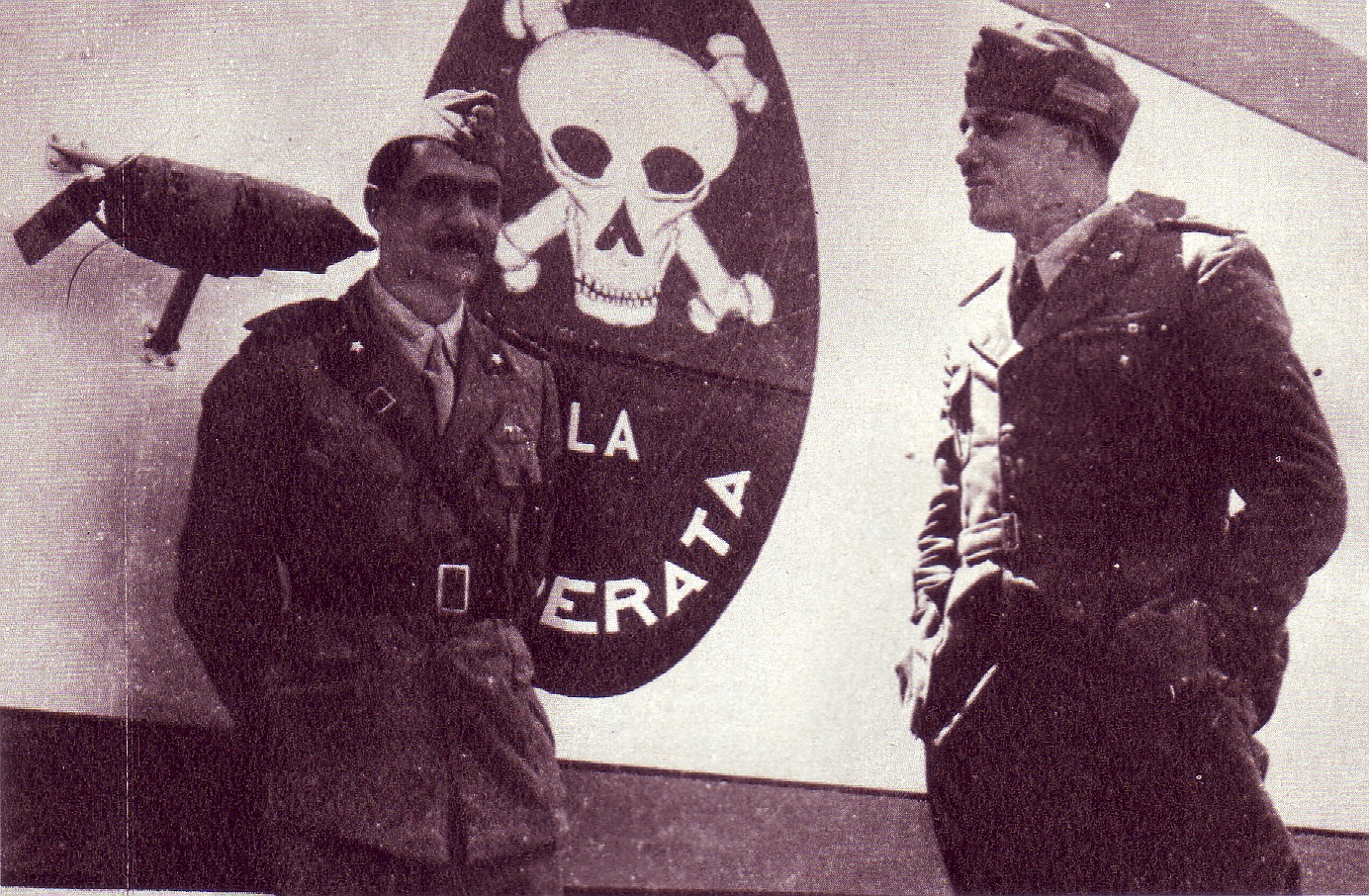
Pavolini appoggiato alla carlinga di uno dei Caproni Ca.101 della squadriglia di bombardieri La Disperata

Nella veste di giornalista, Pavolini magnificò Ciano e il concetto razzista della presunta natura "civilizzatrice" dell'avventura coloniale. Nell'articolo La titanica opera compiuta in Eritrea, uscito sul Corriere della Sera il 17 settembre 1935, riferì enfaticamente dell'ingrandimento del porto di Massaua. Dal complesso della sua attività di corrispondente, traspariva grande disprezzo per gli abissini, considerati immensamente inferiori ai colonizzatori.
Il 3 ottobre partecipò alla sua prima azione durante il bombardamento della città etiopica di Adua.
Di questo periodo è un inno in onore di Galeazzo Ciano, comandante della squadriglia:
(Alessandro Pavolini)
Nel periodo che va da Natale ai primi di febbraio del 1936, Pavolini fu costretto all'inattività a causa di una licenza in Italia di Ciano: in questo periodo progettò azioni ardimentose da proporre a Ciano, che rimasero tutte sulla carta: come l'occupazione di un isolotto sul Lago Tana, in territorio nemico, dove impiantare una base aerea facilmente difendibile, dalla quale dare man forte ai ribelli avversi all'imperatore d'Etiopia. A questo proposito scrisse a Ciano:
(Alessandro Pavolini il 29 gennaio 1936 nella sua corrispondenza a Ciano)

Caproni Ca.101 della squadriglia di bombardieri "La Disperata" in volo su Macallè il 14 novembre 1935

Dopo il ritorno di Ciano alla squadriglia, il 15 febbraio Pavolini prese parte agli attacchi contro l'esercito etiopico in ritirata dopo la sconfitta subita nella Battaglia dell'Endertà:
(Alessandro Pavolini in Disperata)
Nel corso delle medesime operazioni il nemico fu bombardato con 60 tonnellate di iprite, un'arma chimica il cui impiego era vietato dalla Convenzione di Ginevra: Pavolini non ne fa menzione. Il 27 febbraio ebbe inizio la Seconda battaglia del Tembien che vide la rotta dell'esercito guidato da Ras Kassa Haile Darge. Pavolini dall'alto descrisse la situazione evolversi:
(Alessandro Pavolini)
Commentando la fine della battaglia nei pressi del lago Ascianghi Pavolini scrisse:
(Alessandro Pavolini)
Il 15 aprile l'aereo su cui si trovava Pavolini ebbe un guasto e pertanto si decise di puntare sulla città di Dessiè appena occupata dalle truppe eritree del generale Alessandro Pirzio Biroli. Ma quando si danneggiò anche uno dei due motori fu costretto a effettuare un atterraggio di emergenza nel piccolo campo di aviazione di Quoram in territorio nemico. Da qui furono poi recuperati il giorno seguente.
Alcuni giorni prima dell'occupazione di Addis Abeba, per un Ciano desideroso di compiere un'impresa ardimentosa, Pavolini progettò un'incursione nell'aeroporto della città al fine di catturarne il comandante. Il 30 aprile, da Dessiè, Ciano accompagnato da Ettore Muti partì alla volta di Addis Abeba: l'impresa non ebbe però successo, in quanto la rapida reazione dei difensori abissini non permise all'aereo di atterrare. Ripresa quota, Ciano si accontentò di lanciare un gagliardetto della "Disperata" sulla piazza principale della città. Pavolini rievocò la sua esperienza bellica nel libro di memorie di guerra Disperata, edito dalla Vallecchi nel 1937. Il libro ha toni analoghi a quelli di altri memoriali redatti da altri noti reduci della guerra d'Etiopia e rivela disprezzo verso il nemico, assenza di pietà nel suo sterminio ed esaltazione della bella morte, valori reputati - allora - positivi e degni di essere francamente proclamati e rivendicati.

## L'ascesa

Pavolini ministro

Di ritorno in Italia dall'Africa nel maggio del 1936, la carriera di Pavolini conobbe una significativa ascesa, esplicatasi sotto la protezione di Ciano, dal giugno 1936 ministro degli Esteri, con il quale condivideva una linea attendista rispetto alla possibilità di entrare in guerra a fianco del Terzo Reich. Da deputato che era, Pavolini divenne presidente della Confederazione fascista dei professionisti e artisti (dal 29 ottobre 1934 al 23 novembre 1939); membro del Consiglio Nazionale delle Corporazioni (1939-1943); componente della commissione per la bonifica del libro, istituita dal ministero della cultura popolare (1938-1939); membro del Gran Consiglio del Fascismo (1939-1943).
Ciano lo protesse e lo difese a più riprese, più di quanto non avesse mai fatto per qualsiasi altro, una prima volta nel 1935 quando a Mussolini giunse una segnalazione nella quale, dopo essere stato ridicolizzato come combattente, Pavolini veniva accusato di cumulare incarichi e prebende sino a mettere assieme stipendi da favola e in almeno un'altra occasione, nel novembre 1937, quando Mussolini espresse a Ciano dubbi sul "lealismo politico" di Pavolini.
Almeno sino al 1939 Pavolini si mantenne, in pubblico, vicino al sentimento antitedesco di Ciano, tanto che in occasione dell'occupazione della Boemia esclamò:
 e l'eco di tale dichiarazione giunse sino a Berlino.

## Il MinCulPop e Doris Duranti

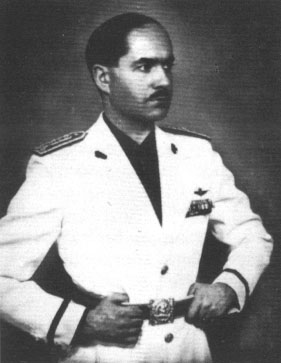
Pavolini in grande uniforme estiva del PNF (1938)

Dal 31 ottobre 1939 fu titolare del Ministero della cultura popolare (MinCulPop), in sostituzione di Dino Alfieri, inviato come ambasciatore al Vaticano. Per Montanelli, con la sua nomina "salì sul firmamento fascista una stella che avrebbe brillato di luce sanguigna durante il periodo repubblichino".
A ispirare la nomina di Pavolini fu l'amico Ciano, che, già la sera del 19 ottobre, aveva annotato nel suo Diario:
Tale fu la percezione dell'influenza di Ciano nel rimpasto ordinato da Mussolini, mentre la guerra europea divampava ormai da due mesi, che presso alcuni circoli il nuovo governo veniva indicato come il "gabinetto Ciano".

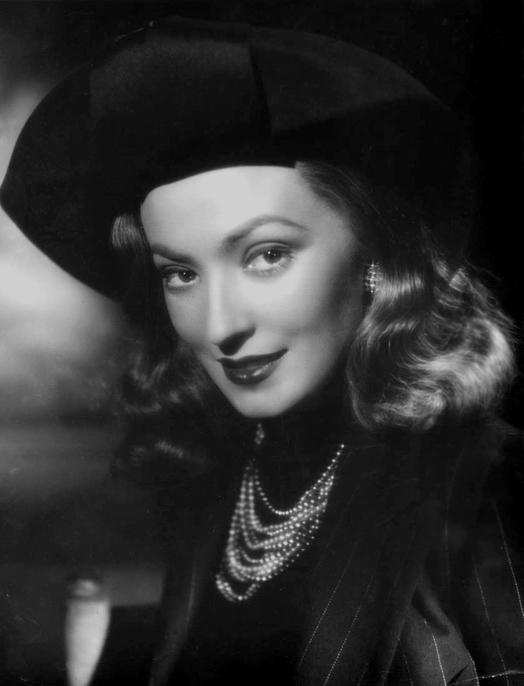
Doris Duranti, la Diva che divenne amante di Pavolini e lo seguì a Salò

Nello stesso periodo l'attrice Doris Duranti, diva del cosiddetto "cinema dei telefoni bianchi", divenne sua amante e tale resterà sino al 1945, quando Pavolini la fece rifugiare in Svizzera.

### Le veline
Tra i principali compiti quotidiani del Ministero assegnato a Pavolini v'era la redazione delle cosiddette "veline" del Minculpop (tecnicamente denominate "note di servizio"), che, in base alla censura fascista imponevano agli organi di stampa italiani che cosa dire e come dirlo. L'arrivo di un uomo colto come Pavolini alla guida del dicastero, tuttavia, non portò alcun miglioramento - al contrario - nello stile e nella sostanza di tale attività, tesa a sostituire interamente la propaganda ai fatti e alle notizie. Già una settimana dopo l'inizio del mandato, infatti, la velina del giorno della gestione Pavolini assume toni perentori:
(Nota di servizio del Minculpop del 6 novembre 1939)
Nel febbraio del 1940 viene emessa una velina che rappresenta egregiamente il culto della personalità dedicato a Mussolini, cui Pavolini non cessa di dare impulso:
(Nota di servizio del Minculpop del 22 febbraio 1940)
La foga con la quale la propaganda promossa sotto la supervisione di Pavolini viene prodotta porta anche a infortuni linguistici, che contribuiranno all'ironia che si va diffondendo in modo sotterraneo nel Paese all'indirizzo del "colto" ministro e del suo ministero:
(Nota di servizio del Minculpop del 15 aprile 1940)
Con l'Italia ormai coinvolta nel conflitto mondiale, le veline aumentano il proprio distacco dalla realtà sino a specificarlo, a volte, esse stesse in modo esplicito, come quando, nell'anniversario della Marcia su Roma, il Minculpop non esita a emettere una nota tutt'altro che bellicosa ma alquanto surreale, destinata probabilmente a tacitare i pettegolezzi che si vanno sempre più facendo intensi circa la relazione sentimentale tra Pavolini e Doris Duranti, che per questo viene popolarmente schernita come "l'artista per (sua) eccellenza":
(Nota di servizio del Minculpop del 28 ottobre 1942)
Allo scopo di stigmatizzare la rivista fascista "Il Primato", che aveva pubblicato in copertina un'illustrazione raffigurante alcuni soldati seduti in un bivacco, durante la guerra Pavolini emise un messaggio che recitava:
(Alessandro Pavolini)
Nel gennaio del 1941 fu inviato sul fronte greco, col grado di capitano, sempre al seguito di Ciano. Pavolini perse l'incarico di ministro a seguito di un rimpasto governativo voluto da Mussolini l'8 febbraio 1943, nel tentativo di controllare il fronte interno, mentre la guerra appariva ormai perduta: i pesanti bombardamenti alleati sulle città italiane e il diluvio di feriti e di caduti, che né la propaganda di Pavolini né la censura militare riuscivano più a occultare, avevano ormai reso chiaro a tutti ciò che da tempo era chiaro anche ad alcuni membri di casa Savoia.
Pavolini fu dunque privato del ministero (sostituito da Gaetano Polverelli) e nominato direttore del quotidiano romano Il Messaggero. Quello impostogli da Mussolini costituì un arretramento - seppure momentaneo, in quanto conservò la carica di consigliere nazionale del PNF - nel prestigio di Pavolini e un altrettanto momentaneo allontanamento dalla politica attiva di alto livello, sebbene a Pavolini fosse stata comunque offerta una tribuna, quella di direttore di un importante quotidiano, che gli consentiva inoltre di tornare a coltivare la sua vecchia passione per il giornalismo. Continuò l'attività letteraria con la pubblicazione di memorie come Disperata (1937) e racconti o romanzi come Scomparsa d'Angela (1940).

### La caduta del fascismo
Il 25 luglio 1943 Pavolini venne a conoscenza della destituzione e del conseguente arresto di Mussolini dal ministro Zenone Benini. Pavolini, tornato a casa, mise al sicuro la famiglia facendola ospitare da uno zio, l'architetto Brogi, poi si rifugiò presso l'amico Pierfrancesco Nistri in via Tre Madonne, temendo di poter essere ucciso dai carabinieri, fedeli alla Monarchia e a Badoglio, come avvenne poco dopo con Ettore Muti. Nel corso dei due giorni lì passati maturò la decisione di recarsi in Germania al fine di continuare a combattere al fianco dei tedeschi.
(Alessandro Pavolini confidandosi all'amico Pierfrancesco Nistri il 26 luglio 1943)
Cinque minuti prima della mezzanotte del 27 luglio a bordo di un'auto munita di targa diplomatica giunse a Villa Wolkonsky, all'epoca sede dell'ambasciata tedesca a Roma e l'indomani mattina dallo scalo aereo di Ciampino, partì per Königsberg raggiungendo Vittorio Mussolini.

## Segretario del Partito Fascista Repubblicano

### La ricostituzione del partito fascista
Dalla Germania, Pavolini svolse opera costante di propaganda mostrandosi ai tedeschi oltre che fedelissimo del Duce, anche fascista intransigente. Infatti ancor prima dell'armistizio di Cassibile del 3 settembre, insieme con Vittorio Mussolini, da Königsberg sviluppò i piani politici per la restaurazione del fascismo in Italia e pronunciò comunicati via radio in italiano che preannunciavano il ritorno del Duce al governo. Quando questi fu liberato dalla prigionia sul Gran Sasso e condotto in Germania, Pavolini fu tra coloro che a Monaco sostennero la necessità di dare al centro-nord Italia un "Governo Nazionale Fascista" dopo la fuga da Roma del Re e di Badoglio, insistendo con Mussolini affinché ne assumesse la guida.
Così Pavolini si rivolse a Mussolini al loro primo incontro dopo la liberazione da Campo Imperatore:
(Alessandro Pavolini rivolgendosi a Mussolini)
Dopo alcuni tentennamenti, Mussolini si risolse ad accettare la guida della nuova entità statale. La scelta di Mussolini, per la quale spingeva Hitler stesso, che voleva nuovamente dare dignità al proprio maestro e amico, indispettì parte dei gerarchi nazisti, che avrebbero preferito una figura più malleabile.

### La Repubblica Sociale Italiana
Costituita la Repubblica Sociale Italiana fu nominato segretario provvisorio del neonato Partito Fascista Repubblicano (PFR), nomina che comportava inoltre l'assunzione del rango di Ministro Segretario di Stato. Il 17 settembre si recò con Guido Buffarini Guidi a Roma, dove aprì la sede del Partito a palazzo Wedekind riorganizzandone la struttura e l'organizzazione. Da qui lanciò un appello radiofonico agli italiani:
(Alessandro Pavolini, dal discorso radiofonico del 17 settembre 1943)
Il 23 settembre Pavolini convinse il maresciallo Rodolfo Graziani ad aderire al PFR dopo un burrascoso colloquio. Successivamente convocò gli ufficiali del Presidio Militare di Roma e, annunciato loro che "il partito che io guido sarà un partito totalitario", ordinò alla divisione Piave di deporre le armi, consegnarle ai tedeschi e mettersi in marcia verso il nord in attesa di ulteriori ordini. Il 24 settembre fece celebrare la prima cerimonia funebre in onore di Ettore Muti, ucciso in maniera misteriosa durante il suo arresto notturno a Fregene da parte di carabinieri inviati da Badoglio.
L'idea di Pavolini di creare un esercito prettamente fascista per la Repubblica Sociale Italiana lo portò a vari scontri con Graziani, che desiderava che il nascente Esercito Nazionale Repubblicano fosse apolitico, e con l'amico Ricci che era al comando della Guardia Nazionale Repubblicana. Pavolini riuscì poi a ottenere soddisfazione con la creazione delle Brigate Nere.
Fu aperta la campagna tesseramenti al nuovo Partito Fascista Repubblicano. Secondo le direttive di Pavolini si negò aprioristicamente la tessera a coloro che avevano appoggiato il Governo Badoglio e ai fascisti pentiti che chiedevano la reintegrazione. Il tesseramento fu poi chiuso per il sospetto che potessero giungere richieste strumentali da parte di "avventurieri ed opportunisti". Abolì inoltre l'uso del termine gerarca e i fronzoli che adornavavo le divise militari, rendendole il più possibile spartane. A fine ottobre erano già state raccolte circa 250.000 richieste di iscrizione al PFR.

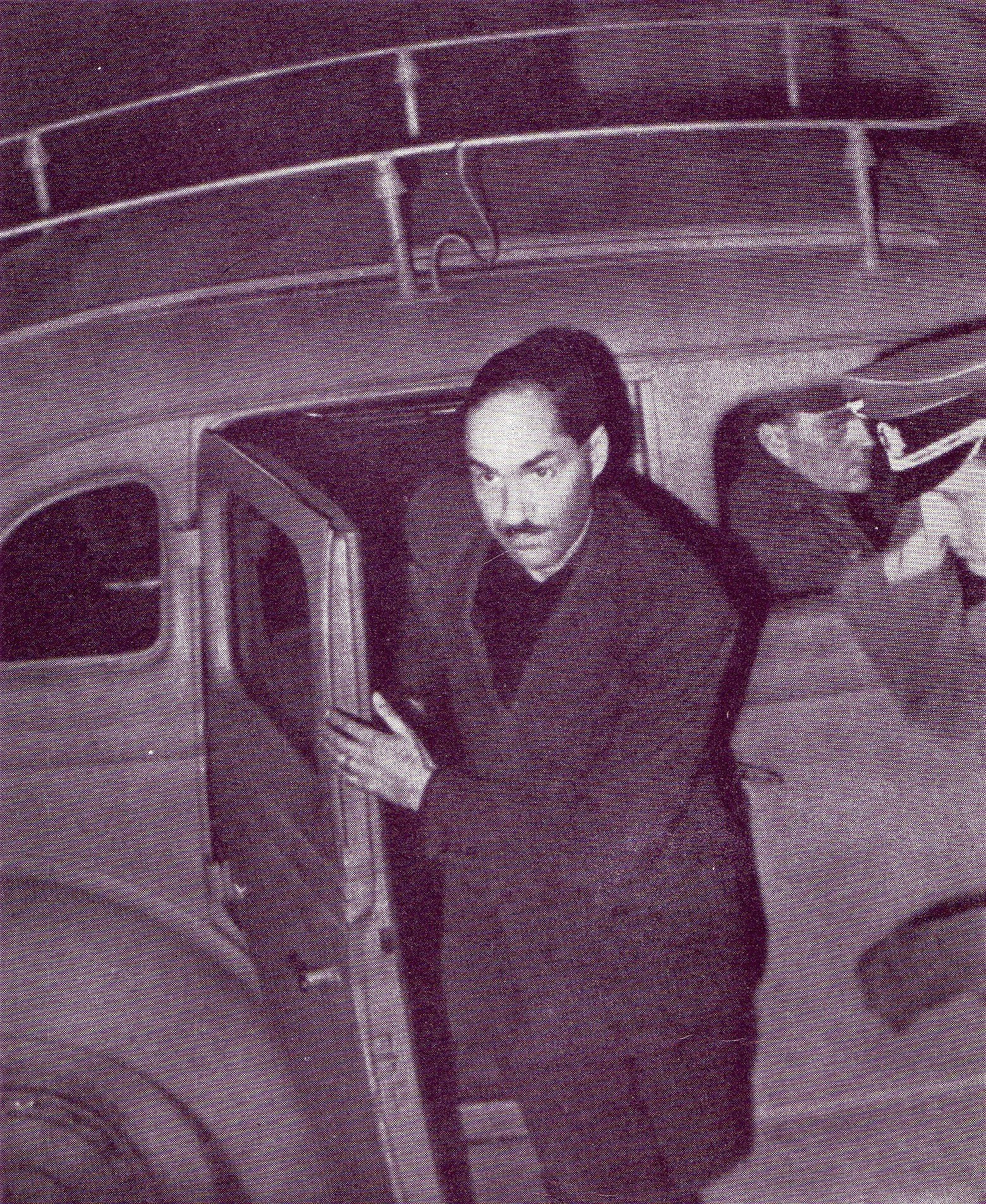
Pavolini dopo il ritorno a Roma il 18 settembre 1943

Pavolini tra il 1944 e il 1945

Questo dato portò al congresso costituente di Verona (novembre 1943) raccontando: «Ci siamo impadroniti dei ministeri mandando un camerata accompagnato da due, massimo da quattro giovani fascisti armati di mitra».
In realtà i due gerarchi erano nella capitale, seguendo un progetto discusso a Monaco con Mussolini, per riunire la Camera dei Fasci e il Senato per far loro dichiarare decaduta la monarchia, ma si avvidero che era eccessivamente rischioso, avendo le Camere già votato in modo apertamente antifascista. Il 5 novembre, a seguito dell'omicidio di diversi fascisti nel corso di imboscate (colpì in particolar modo l'uccisione del console della Milizia Domenico Giardina), Pavolini emanò la seguente ordinanza che comminava la pena di morte ai responsabili:

### Il Manifesto di Verona
Alessandro Pavolini partecipò con Benito Mussolini e Nicola Bombacci alla stesura del Manifesto di Verona, che fu poi posto ai voti e approvato al Congresso del Partito Fascista Repubblicano del 14 e 15 novembre 1943.

## L'assise di Verona

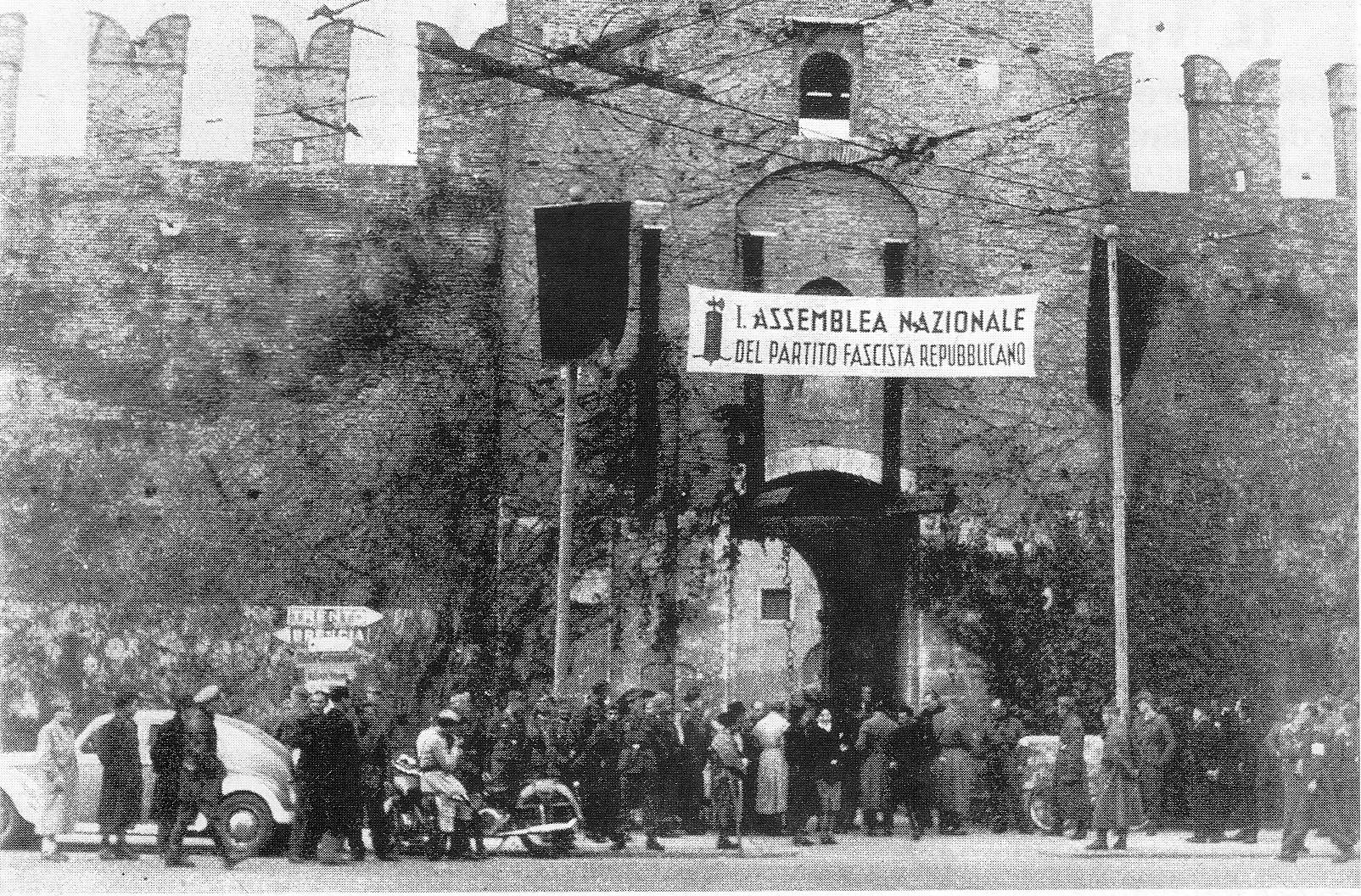
L'Assemblea nazionale del Partito Fascista Repubblicano fu tenuta a Castelvecchio (Verona)

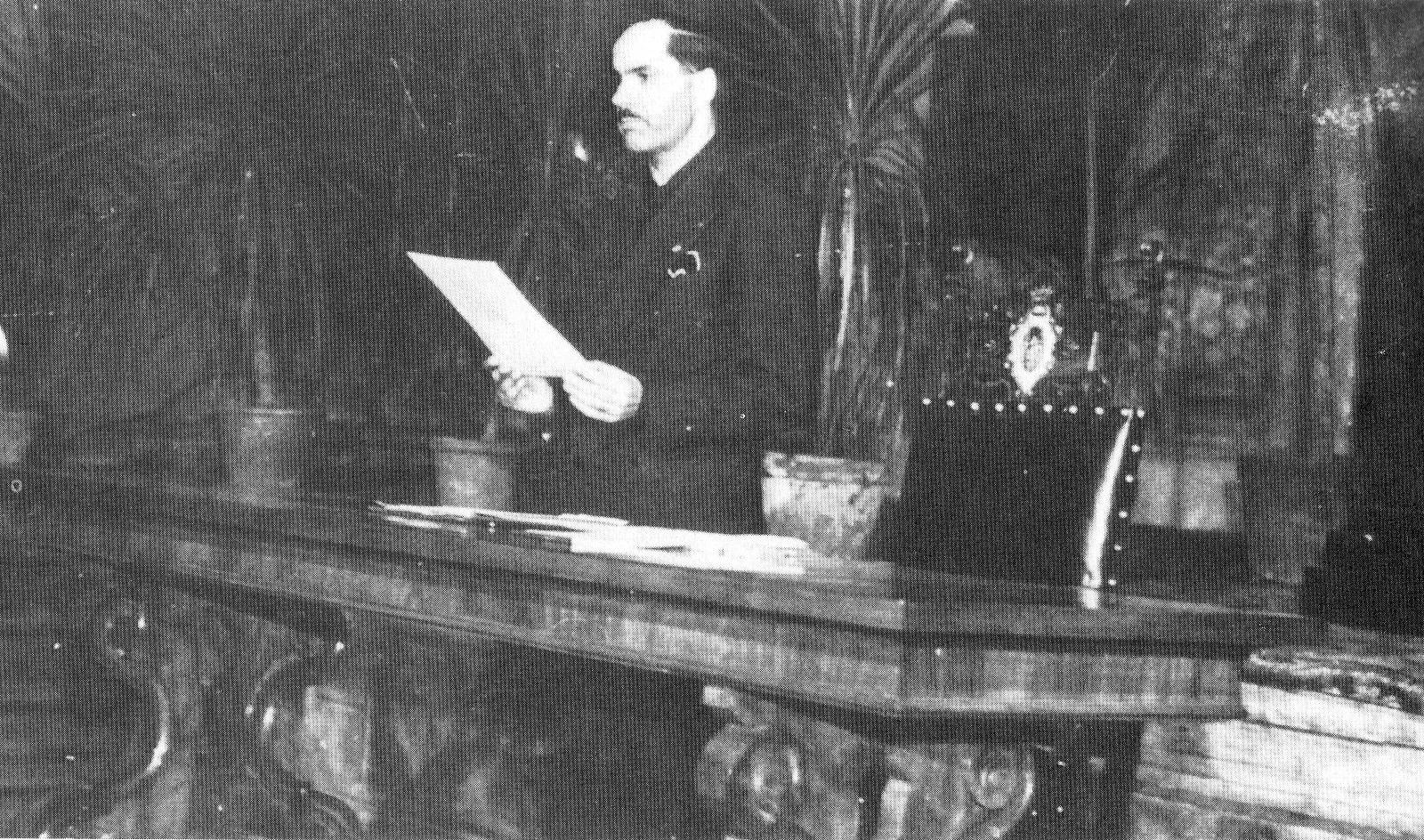
Alessandro Pavolini legge il messaggio di Mussolini all'assise di Verona

Pavolini, chiamato a presiedere il primo e unico Congresso del Partito Fascista Repubblicano (PFR) in qualità di segretario, aveva aperto l'assise leggendo un messaggio di Mussolini in cui si invitava ad adoperarsi per dare alla nuova repubblica un esercito. Pavolini proseguì la propria relazione paventando il pericolo costituito dagli attentati partigiani e richiamandosi al fascismo delle origini:
(Alessandro Pavolini, 14 novembre 1943)
per poi concludere:
In seguito furono poi approvati i 18 punti del Manifesto di Verona. Mussolini descrisse a Dolfin il congresso come:
(Mussolini a Dolfin)
Sostanzialmente il Congresso di Verona segnò la vittoria dei fascisti più intransigenti a scapito della corrente moderata, come dimostrò anche l'avvenuta rappresaglia di Ferrara.

### La rappresaglia di Ferrara

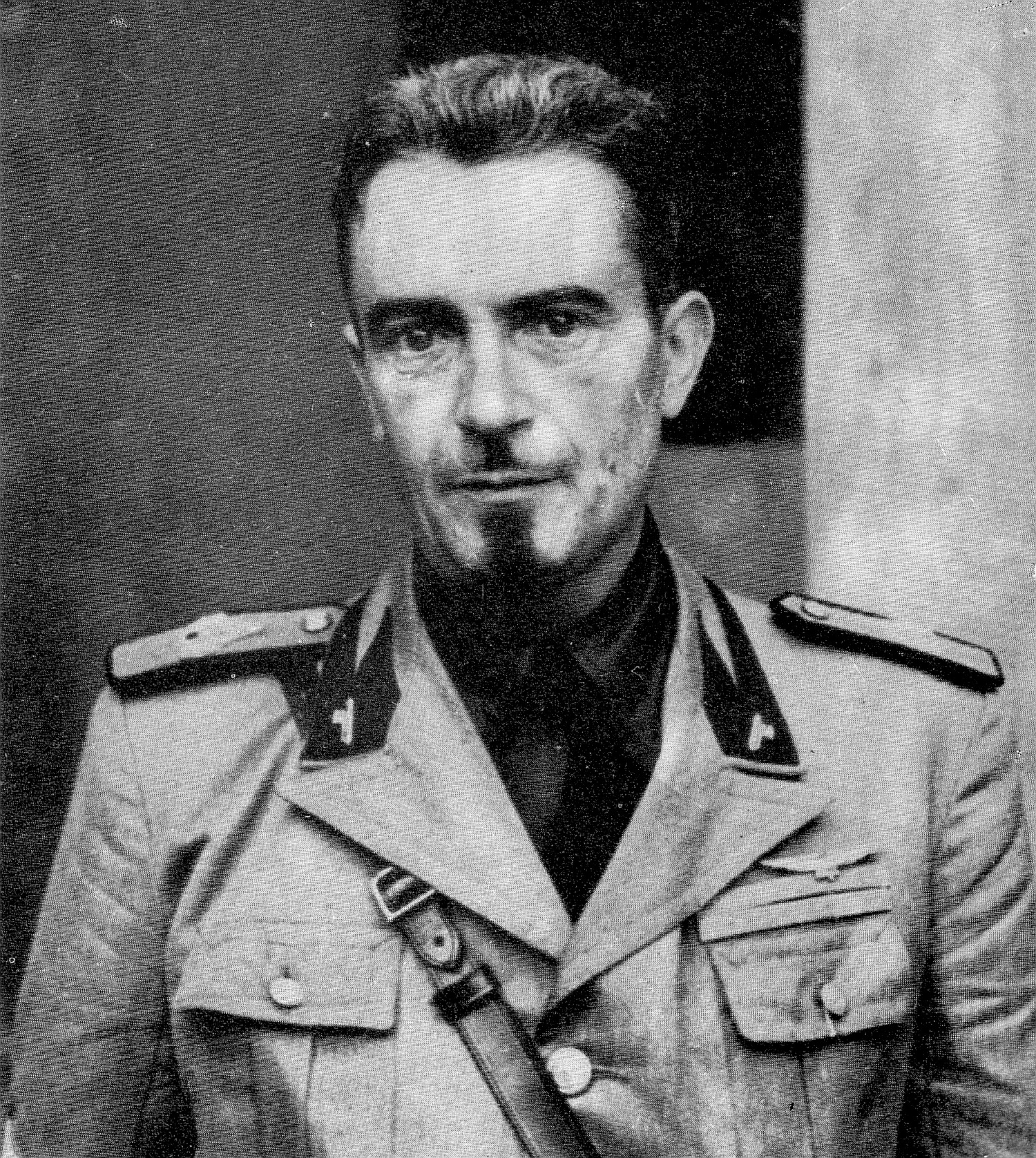
Igino Ghisellini, commissario federale di Ferrara

Mentre il congresso era in corso, giunse a Verona la notizia dell'uccisione di Igino Ghisellini, pluridecorato reggente la Federazione di Ferrara (Ghisellini dopo l'armistizio, aveva aperto trattative con gli antifascisti rifiutate però dal Partito comunista). Pavolini comunicò subito la notizia all'assemblea:
(Alessandro Pavolini il 14 novembre)
Alla notizia i partecipanti all'assise cominciarono a gridare: "A Ferrara, a Ferrara". Pavolini, assecondando le richieste di rappresaglia disse: «Lo faremo con il nostro stile spietato e inesorabile» e disponendo l'invio solo degli squadristi ferraresi e di Verona e Padova aggiunse:
(Alessandro Pavolini il 14 novembre)
In seguito alle disposizioni date da Pavolini, diverse squadre si recarono a Ferrara per eseguire la rappresaglia nel corso della quale settantacinque antifascisti furono prelevati dalle loro abitazioni e dalle locali carceri. Undici di essi furono sommariamente fucilati la notte stessa del 15 novembre, mentre alcuni altri morirono successivamente in carcere. La rappresaglia di Ferrara fu criticata da Mussolini per la sua ferocia e la sua inopportunità politica: in quel momento egli cercava di riunire quel che restava del Paese sotto la RSI, non precipitarlo ulteriormente in una guerra fratricida.
(Benito Mussolini)
Tuttavia, da quel momento il dado fu definitivamente tratto. Roberto Farinacci commentò così l'episodio su "Il Regime Fascista": «La parola d'ordine è stata: occhio per occhio, dente per dente. Si è creduto forse che noi non avessimo la forza e il coraggio di reagire. I fatti ora hanno parlato».

Da quel momento la stampa di Salò prese a impiegare largamente il neologismo "ferrarizzare" quale sinonimo di analoghe operazioni di liquidazione del nemico interno reputate "esemplari". Secondo Indro Montanelli:
(Indro Montanelli)

### Il processo di Verona

Galeazzo Ciano al Processo di Verona

La vittoria dell'ala dura del fascismo repubblicano al congresso di Verona sancì un sentimento comune a tutte le federazioni del nord Italia, desiderose di vendetta su coloro che nel Gran Consiglio del Fascismo del 25 luglio 1943 avevano sfiduciato Mussolini apponendo la propria firma sull'Ordine del giorno Grandi. I membri del Gran Consiglio che vennero arrestati furono processati e cinque di essi condannati alla pena capitale, gli altri tredici condannati a morte in contumacia.
In serata tutti e cinque i condannati a morte compilarono la loro domanda di grazia, compreso Ciano che la firmò dopo numerose sollecitazioni; per decisione di Pavolini le richieste di grazia non furono mai inoltrate a Mussolini. Esse, dopo un procedimento assai contorto, furono formalmente respinte dal console Italo Vianini.
Fu in questo contesto che Pavolini si guadagnò la definizione di "irriducibile" e a tal proposito lo si ricorda come "il Superfascista". Secondo Mack Smith, la sua prima fama sarebbe stata quella di un uomo "intelligente e sensibile", ma oramai "il fascismo ne aveva fatto un fanatico privo di scrupoli, un uomo spietato e vendicativo che credeva nella politica del terrore". A Ferdinando Mezzasoma, suo "successore" al Ministero della cultura popolare, ordinò che i giornali evitassero appelli "per la pacificazione delle menti e la concordia degli spiriti, per la fraternizzazione degli italiani".
Carolina Ciano, madre dell'ucciso, attribuì in un suo scritto la responsabilità della sua fucilazione a Pavolini insieme con Buffarini, Cosmin e donna Rachele, la moglie di Mussolini.

## I franchi tiratori di Firenze
Nel giugno 1944, alla caduta di Roma, Pavolini era a Firenze per organizzare al meglio la resistenza della città e permettere quindi agli alleati tedeschi di organizzare le difese sulla Linea Gotica. In una relazione a Mussolini scrisse:
(Alessandro Pavolini nella sua relazione a Mussolini del 19 giugno 1944)
Nell'agosto 1944 prese parte ai primi combattimenti nella sua Firenze a capo dei fascisti fiorentini, riuscendo a resistere in armi per molti giorni dopo l'arrivo degli Alleati, e ritardando la conquista della città organizzando i franchi tiratori, un gruppo di persone male armate, che comprendeva anche ragazzi di 15 anni, fanaticamente disposte a morire pur di rallentare l'avanzata degli Alleati. Il 18 agosto il "Corriere Alleato" diede notizia dei primi scontri con i franchi tiratori fascisti a Firenze:
(Il "Corriere Alleato" del 18 agosto 1944)
L'attività dei franchi tiratori fascisti terminò soltanto il 1º settembre quando la città fu definitivamente conquistata dagli Alleati appoggiati da nuclei di partigiani.

## La creazione delle Brigate Nere

Pavolini con Vincenzo Costa a Milano

La costituzione delle Brigate Nere fu un disegno lungamente inseguito da Pavolini, sin da quando a Roma, nei primi giorni del suo lavoro di ricostituzione del partito fascista, aveva inteso farne un'organizzazione intransigente e totalitaria, esclusivista e combattente su ispirazione delle vecchie squadre d'azione dello squadrismo. Il progetto vide l'opposizione di Rodolfo Graziani e Renato Ricci contrari alla creazione di un esercito politicizzato.
Scrisse a proposito Pavolini:
(Alessandro Pavolini)
L'idea fu apprezzata dai tedeschi (in particolare da Wolff e da Rahn), quando ormai gli Alleati premevano verso la linea Gotica ancora in costruzione, facendo loro balenare la possibilità di creare, usando le strutture e gli uomini del partito, un nuovo corpo armato più efficiente, agile e deciso della Guardia Nazionale Repubblicana, in grado davvero di "distruggere la piaga del ribellismo" e di assicurare la tranquillità delle retrovie germaniche.
Il 22 giugno 1944 Pavolini consegnò le armi agli iscritti del PFR di Lucca costituendo di fatto quella che sarà la prima Brigata nera, denominata "Mussolini" il cui comando fu assegnato a Idreno Utimpergher. La nascita ufficiale delle Brigate Nere fu annunciata dallo stesso Pavolini alla radio il 25 luglio 1944, nel primo anniversario del "tradimento" del Gran Consiglio. Discorso che concluse con queste significative parole:
(Alessandro Pavolini nel discorso radiofonico del 25 luglio 1944)
 Il 30 giugno 1944 completò la costituzione di 41 Brigate Nere, una per ogni provincia della RSI, intitolate ciascuna a un fascista. A esse si affiancavano sette brigate autonome e otto brigate mobili per un totale di 110.000 unità.

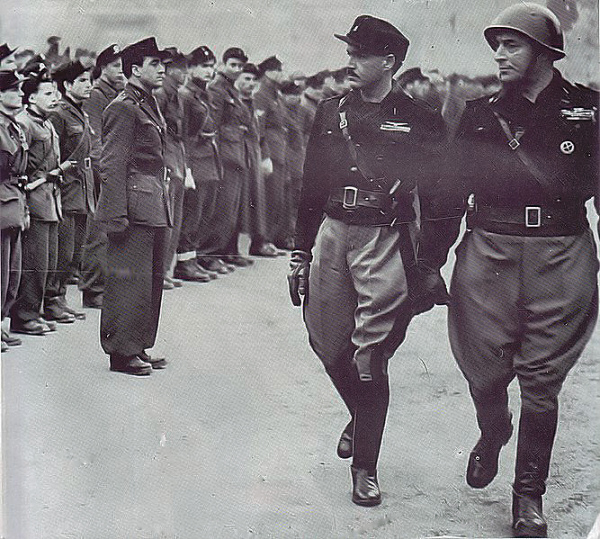
Alessandro Pavolini e Vincenzo Costa passano in rassegna gli squadristi della VIII Brigata Nera "Aldo Resega" (Milano), estate 1944

Nel contesto dello stesso annuncio, Pavolini rese noto che i brigatisti già "saldamente inquadrati" erano ventimila, una cifra destinata a crescere in numero, ma non in efficienza: questo sia per la mancanza di materiali sia in quanto i quadri del partito, spesso privi di esperienza e istruzione militare, vennero trasformati istantaneamente in comandanti di formazioni militari.
Le Brigate Nere dovevano essere impiegate, secondo le parole pronunciate in giugno da Mussolini e riprese da Pavolini, per dare corpo alla "marcia della Repubblica Sociale contro la Vandea", riferendosi al Piemonte, dove i partigiani erano particolarmente attivi sin dal settembre 1943 e, guidati da comandanti esperti (spesso ufficiali del Regio Esercito che avevano deciso di dare vita alla resistenza dopo l'armistizio), erano riusciti a strappare larghe porzioni di territorio al controllo nazifascista anche per estesi periodi di tempo.
Fu durante queste prime operazioni svolte dalle Brigate Nere in Piemonte che Pavolini il 12 agosto 1944 nella valle dell'Orco fu ferito da una bomba nel corso di un attacco partigiano della 77ª brigata "Garibaldi". Pavolini fu ricoverato all'ospedale di Cuorgnè, ove rimase un mese prima di poter far ritorno, ancora aiutandosi con un bastone, a Maderno dove risiedeva. A seguito del ferimento, su proposta di Wolff, Pavolini fu insignito da Hitler della Croce di Ferro per i suoi "meriti nella guerra antiribellistica".
Più tardi partecipò alle operazioni di riconquista della Repubblica partigiana dell'Ossola che avvennero tra il 10 e il 23 ottobre. Il 16 dicembre Pavolini accompagnò Mussolini nell'auto scoperta che fece il giro di Milano prima del discorso del Teatro Lirico, di piazza San Sepolcro e del Castello Sforzesco, l'unica uscita pubblica del duce dopo il 25 luglio 1943.

## La missione in Venezia Giulia
A fine gennaio 1945 Pavolini fu inviato da Mussolini in Venezia Giulia. Nei territori orientali i tedeschi, fin dal 1943 avevano costituito la Adriatisches Küstenland, sottraendo di fatto quei territori al regno d'Italia e non sottoponendoli all'autorità della Repubblica Sociale Italiana. Pavolini si recò a Udine, Gorizia, Fiume, Trieste intrattenendosi con i rappresentanti del Partito Fascista Repubblicano, di cui raccolse le lamentele circa l'ingombrante alleato tedesco che favoriva l'elemento croato a discapito degli italiani. Pavolini pronunciò, al Teatro Verdi di Trieste, un discorso improntato sulla difesa dell'italianità della città:
(Alessandro Pavolini al teatro Verdi di Trieste)

## Il Ridotto alpino repubblicano
(Alessandro Pavolini)

Mussolini e Pavolini ripresi a Milano in occasione dell'ultima uscita pubblica del primo al Teatro Lirico, il 16 dicembre 1944; il secondo ripeteva spesso che loro due erano gli italiani più odiati in assoluto.

Fu sostenitore, o forse proprio ideatore, della proposta avanzata da Mussolini il 17 settembre del 1944 del Ridotto alpino repubblicano (RAR), che prevedeva di ritirare in Valtellina tutte le truppe ancora teoricamente disponibili (in particolare le Brigate Nere) onde poter opporre un'estrema resistenza contro gli Alleati. Ne fu il principale organizzatore e fu nominato presidente della commissione di coordinamento dei lavori del RAR: aveva scelto come comandante il generale Onorio Onori, vi aveva destinato e accasermato le truppe (squadristi toscani con rispettive famiglie) e programmava un concentramento di circa 50.000 uomini. Dette queste notizie a Mussolini durante la riunione del 14 aprile 1945 a Villa Feltrinelli a Gargnano, alla presenza dei massimi esponenti della RSI: Graziani, Filippo Anfuso (nuovo viceministro degli esteri), il generale delle Allgemeine SS Wolff, il ministro dell'interno Zerbino, il colonnello Dollmann e diversi altri generali sia italiani sia tedeschi. Consegnò inoltre programmi di trinceramento come l'escavazione di caverne (bunker) e la traslazione nel ridotto delle ceneri di Dante. Fra le altre idee di Pavolini vi era la costruzione di una stazione radio di propaganda e di una tipografia per la stampa di un giornale che avrebbe dovuto essere distribuito lanciandone le copie da un aereo in volo. Essendo tutti i convenuti, Pavolini compreso, già convinti dell'imminente fine, concluse gridando che "in Valtellina si consumeranno le Termopili del fascismo". La proposta, tuttavia, non ebbe concreto seguito.
Per i fascisti ancora fedeli Pavolini dispose premi in denaro e la possibilità di scegliere tra il rifugio in Germania o la "mimetizzazione", fruendo di documenti falsi e di tessere annonarie; con Mezzasoma, ministro del Minculpop, preordinò la distribuzione di fondi segreti fra quei fascisti che avessero voluto proseguire in clandestinità la lotta nell'Italia del dopoguerra e la disseminazione di "talpe" in istituzioni e organismi cruciali. Con una nota riservata, suggerì a Mussolini di organizzare in Svizzera una centrale fascista di una trentina di elementi fidati, costituendovi un fondo monetario speciale in valuta straniera per le occorrenze future.

## Le ultime giornate di Salò
Dopo il fallimento delle trattative di resa con il CLN, Mussolini, dopo una riunione al palazzo della Prefettura a Milano, decise di accettare la proposta di Pavolini e impartì l'ordine di dirigersi verso il Ridotto alpino repubblicano, ordine mascherato nella formula "Precampo a Como". Pavolini ordinò alle Brigate Nere della Liguria e del Piemonte di muovere verso la Valtellina e stimò in circa 25.000 le unità in movimento. Prima di partire ebbe un violento scontro con Graziani, che lo accusò di mentire e di illudere il Duce, e con Junio Valerio Borghese, il quale gli disse che la X Flottiglia MAS non sarebbe andata in Valtellina e che si sarebbe arresa "a modo nostro".
Alla partenza di Mussolini, Pavolini spintonò Carlo Borsani, cieco di guerra pluridecorato e Medaglia d'oro al valor militare, che supplicava il Duce di trattenersi a Milano dove stava trattando la resa con i partigiani.
Mussolini partì la sera del 25 aprile; il giorno dopo Pavolini insieme con Idreno Utimpergher, Comandante della Brigata Nera di Lucca, si mise alla testa di una colonna di 178 veicoli, che contavano 4.636 uomini e 346 ausiliarie. Una volta giunto a Como non vi trovò Mussolini, il quale aveva proseguito sino a Menaggio. Il 27 aprile da Menaggio proseguì verso Dongo, in direzione dell'alto Lario.
Pavolini si unì quindi all'autocolonna di Mussolini, che a propria volta si unì a un'autocolonna della FlaK (contraerea) tedesca in ritirata verso la Germania. Pavolini portò sul suo autoblindo in testa al corteo sia quello che diverrà noto come l'oro di Dongo, sia gli archivi documentari, forse contenenti anche il presunto carteggio Churchill-Mussolini. Dopo circa un'ora di viaggio Pavolini fermò la colonna, chiedendo a Mussolini (della cui sicurezza si autoproclamò responsabile) di scendere dalla sua auto per viaggiare sul suo autoblindo.
Poco più avanti incapparono in un posto di blocco della 52ª Brigata Garibaldi, agli ordini del conte Pier Luigi Bellini delle Stelle. I partigiani, consultato il comando di zona, accettarono qualche ora dopo di far passare i tedeschi. A Mussolini intanto era stato fatto indossare un pastrano e un elmetto da sottufficiale tedesco, nel tentativo di farlo in tal modo passare inosservato e consentirgli di superare il posto di blocco.
Raggiunto un accordo col conte Bellini, gli autocarri tedeschi partirono e poterono proseguire con Mussolini. Gli italiani, dopo la partenza dei tedeschi, avrebbero dovuto invece tornare indietro: l'autocarro di Pavolini partì bruscamente e, per superare una cunetta, fece una manovra scomposta con una repentina accelerata, equivocata come un tentativo di forzare il blocco. Ne nacque una sparatoria. Mentre Barracu proponeva di arrendersi, Pavolini gridava "Dobbiamo morire da fascisti, non da vigliacchi": preso il mitra si lanciò quindi verso il lago, correndo e sparando. Fu inseguito dai partigiani e ferito da schegge di proiettile ai glutei.

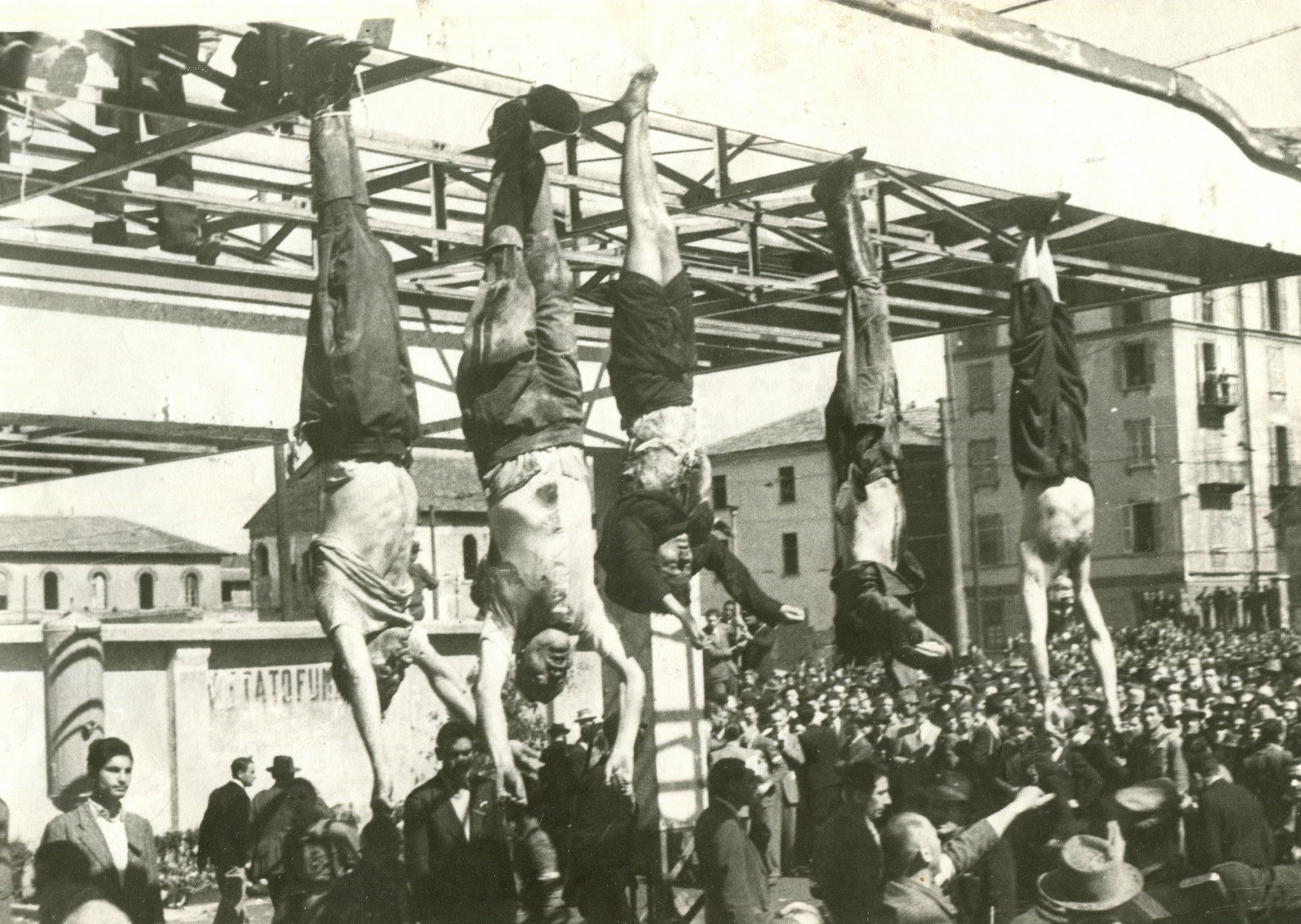
I cadaveri di Mussolini, con Petacci e alcuni gerarchi fascisti esposti a Piazzale Loreto. Quello di Pavolini è il secondo da destra

A seguito di una battuta di ricerca fu catturato la notte, indebolito dalla ferita; fu poi portato a Dongo, nella Sala d'Oro del palazzo comunale, dove poi fu condotto brevemente anche Mussolini, anch'egli nel frattempo riconosciuto e catturato.
Insieme con Paolo Porta e Paolo Zerbino, Pavolini fu processato per collaborazionismo con il nemico, passibile per il CLN di fucilazione immediata secondo l'ordinanza del 12 aprile precedente. Pavolini fu fucilato a Dongo il 28 aprile insieme a Paolo Porta e Paolo Zerbino. Lo stesso giorno, a Dongo, furono fucilati anche gli altri 12 arrestati che erano con loro. Il cadavere di Pavolini fu esposto il giorno dopo a Milano, a Piazzale Loreto, insieme a quello di Mussolini.

## Intitolazioni
Nel 2006 il consiglio comunale di Rieti, per iniziativa del sindaco di Alleanza Nazionale, decise l'intitolazione di una via cittadina a Pavolini, ma alla fine l'iniziativa fu revocata per le numerose proteste nel 2010.

## Pubblicazioni
- Giro d'Italia. Romanzo sportivo, Foligno, F. Campitelli, 1928.
- L'indipendenza finlandese, Roma, Anonima Romana, 1928.
- Nuovo Baltico. Viaggio, Firenze, Vallecchi, 1935.
- Disperata, Firenze, Vallecchi, 1937. Nuova edizione Libreria Europa 2019
- Le arti in Italia. Vol. I, Milano, Domus, 1938.
- I nuovi orientamenti costituzionali degli Stati, Milano, Istituto per gli studi di politica internazionale, 1938.
- Scomparsa d'Angela. Racconti, Milano-Verona, A. Mondadori, 1940.
- Ogni soldato è fascista, ogni fascista è soldato. Discorso tenuto ai fascisti e al popolo di Firenze il 31 dicembre 1940, Roma, 1941.
- Rapporto sull'attività dell'Istituto nel triennio 1939-1942, Roma, I.R.C.E., 1942.
- Ritorno alle origini. 28 ottobre 1943, Milano, Edizioni erre, 1943.
- Il figliuol prodigo dell'eroismo. Ettore Muti, Milano, Edizioni erre, 1944.
- Nel 22. annuale della Marcia su Roma. Discorso pronunziato a piazza S. Sepolcro a Milano il 28 ottobre XXII E. F., Min. Cul. Pop., 1944.
- Le tappe della rinascita, Milano, Edizioni erre, 1944.
- Nuovo Baltico a cura di Massimiliano Soldani, Società Editrice Barbarossa, 1998. - www.orionlibri.net

## Nella cultura di massa

### Filmografia
Nel film del 1974 Mussolini ultimo atto, diretto da Carlo Lizzani, Pavolini è interpretato da Massimo Sarchielli.